# La festa della rosa
La festa della rosa (título original en italiano; en español, La fiesta de la rosa) es una ópera en dos actos con música de Carlo Coccia y libreto en italiano de Gaetano Rossi. Se estrenó el 13 de agosto de 1821 en el Teatro de San Carlos de Lisboa.